# Décès en 1398
Décès
- 1394
- 1395
- 1396
- 1397
- 1398
- 1399
- 1400
- 1401
- 1402

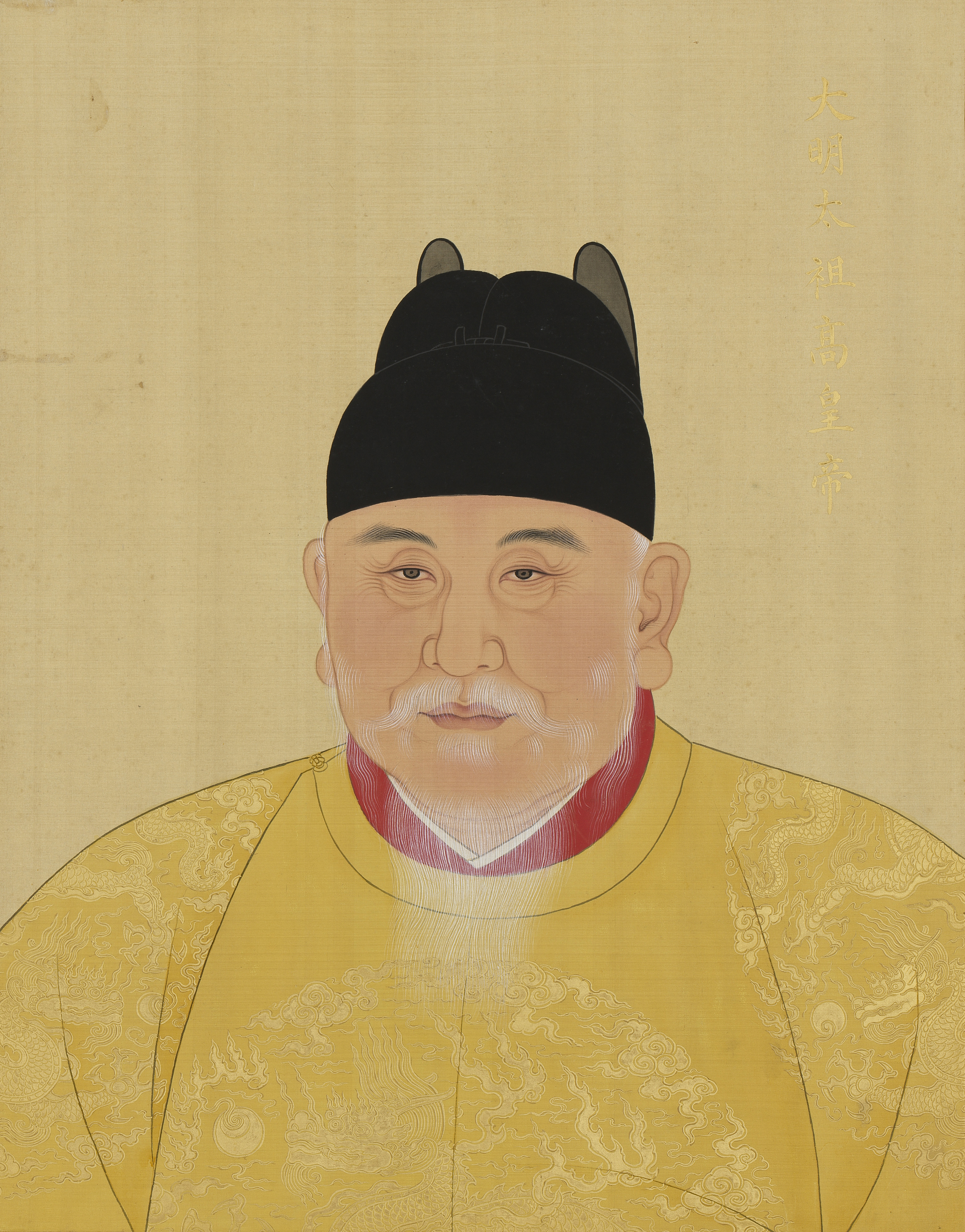
Ming Taizu, mort en 1398.

Cette page dresse une liste de personnalités mortes au cours de l'année 1398 :
- 6 janvier : Robert II du Palatinat, dit le Sérieux, électeur palatin du Rhin et comte palatin du Haut-Palatinat.
- 8 janvier : Kujō Tadamoto, noble de cour japonais (kugyō) de l'époque de Muromachi, il exerce la fonction de régent kampaku.
- 21 janvier : Frédéric V de Nuremberg, burgrave de Nuremberg.
- 31 janvier : Sukō, Empereur du Japon et de la Cour du Nord.
- 5 juin : Antoniotto Adorno, doge de Gênes.
- 24 juin : Hongwu, empereur fondateur de la dynastie Ming[1].
- 5 juillet : Giovannino de' Grassi, peintre,  sculpteur, architecte et enlumineur italien.
- 20 juillet : Roger Mortimer, 4e comte de March, 6e comte d'Ulster, héritier présomptif de Richard II de Bordeaux, roi d'Angleterre.
- août : Mathieu de Foix-Castelbon, vicomte de Castelbon, comte de Foix, coprince d’Andorre, vicomte de Béarn et de Marsan.
- septembre : Robert Alyngton, philosophe anglais.
- 9 septembre : Jacques Ier de Chypre[2], roi de Chypre.
- 4 octobre : Jean de Neufchâtel, pseudo-cardinal français.
- 5 octobre : Blanche de Navarre ou Blanche d'Évreux, princesse de Navarre devenue brièvement reine de France.
- 1er décembre : Othon IV de Brunswick-Grubenhagen, roi consort de Naples, était un prince cadet de la maison de Brunswick.
- entre le 6 et le 23 décembre : Louis Ier de Brzeg, dit le Beau, le Sage ou le Droit, duc de Legnica.
- 12 ou 20 décembre : Ashikaga Ujimitsu, guerrier de l'époque Nanboku-chō et deuxième Kantō kubō, (représentant du shogun) du Kamakura-fu.
- 13 décembre : Jean de Rochechouart, évêque de Saint-Pons, archevêque de Bourges puis archevêque d'Arles, cardinal-évêque d'Ostie.

- Abu Amir Abd Allah, sultan mérinide.
- Kadi Burhaneddin Ahmed, vizir du beylicat des Eretnides.
- Colart d'Enghien, chevalier brabançon, seigneur d'Arbre, Mares, Wanbroek, Leerbeek, du manoir de Kastergat à Pepingen, capitaine de la ville d'Enghien.
- Louis Ier de Chalon-Tonnerre, commandant des troupes sous Du Guesclin pendant la guerre de Cent Ans.
- Théodore IX de La Marck, comte de Mark.
- Hugues de la Roche, surnommé le chevalier sans pareil, maréchal de la Cour pontificale et recteur du comtat Venaissin.
- Jean de Laval-Châtillon, chevalier, seigneur de Châtillon, de Montsûrs, d'Aubigné, Courbeveille, Tinténiac, Bécherel, Romillé.
- Jeong Do-jeon, aristocrate le plus puissant du début de la période de Joseon en Corée et conseiller principal de Taejo le premier roi de Joseon.
- Adam Easton, cardinal anglais.
- Iolo Goch, poète gallois.
- Ofusato, fondateur et premier souverain du royaume de Nanzan à Okinawa.
- Guglielmo Raimondo III Moncada, surnommé le Conquérant, noble sicilien, deux fois marquis de Malte, comte d'Augusta, comte de Novara.
- Shu‘ayb ‘Abdallāh b. Sa‘īd b. ‘Abd al-Kāfī al-Hurayfish, spirituel égyptien.

## Crédit d'auteurs
- Cet article est partiellement ou en totalité issu de l'article intitulé « 1398 » (voir la liste des auteurs).